# Olav Bjaaland
Olav Bjaaland (Morgedal, 5 de março de 1873 – Morgedal, 8 de junho de 1961) foi um desportista norueguês, campeão na modalidade de esqui.
Em 1911, foi um dos cinco homens que alcançou o Pólo Sul, fazendo parte da expedição polar de Roald Amundsen.

## Biografia
Olav Olavsen Bjaaland nasceu na fazenda Søndre Bjaaland em Morgedal em Telemark, Noruega. Na virada do século, Bjaaland, junto com os irmãos Hemmestveit, estavam entre os melhores esquiadores da Noruega. Em 1902, ele venceu o combinado nórdico no Holmenkollen Ski Festival, até hoje o evento clássico do esqui nórdico. Em 1909 Bjaaland, juntamente com cinco outros foram convidados para a França para competir com os melhores esquiadores da Europa.
Nesta viagem, Bjaaland por acaso conheceu Roald Amundsen. O já bem-sucedido explorador convidou Bjaaland para se juntar à sua próxima expedição ao Pólo Norte. Bjaaland ficou emocionado e ainda acreditando que estavam indo para o Pólo Norte. No entanto, eles deixaram Oslo, Noruega, em 7 de junho de 1910 rumo ao sul para disputar o pólo antártico contra Robert Falcon Scott.

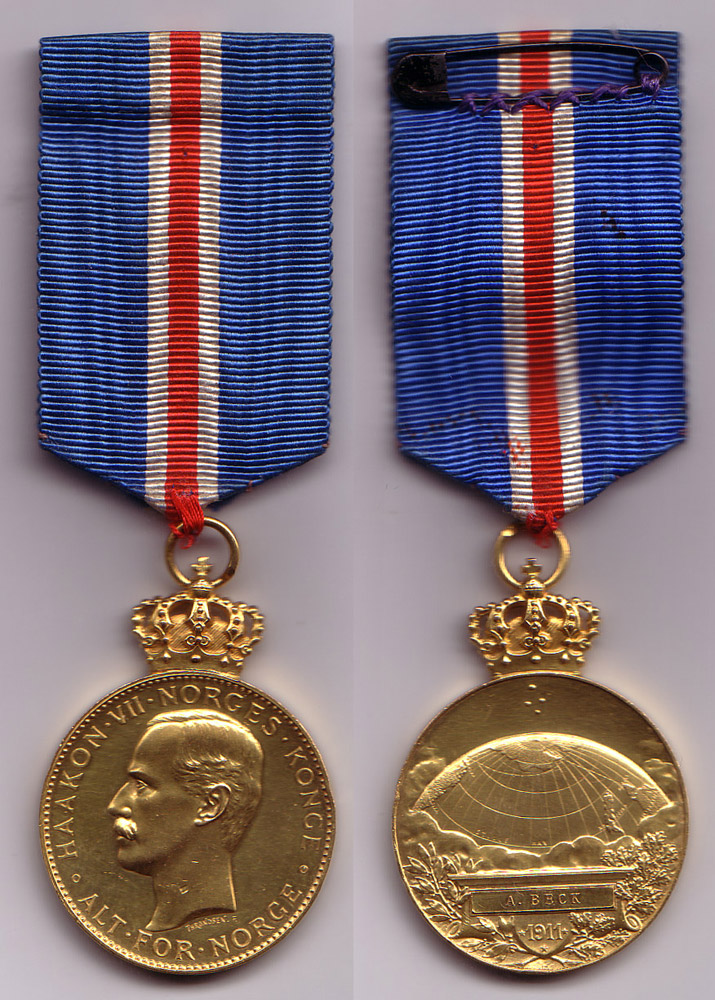
Medalha do Pólo Sul

Bjaaland era um carpinteiro habilidoso e na viagem conseguiu reduzir os trenós pré-fabricados comprados em Oslo (Scott comprou o mesmo tipo de trenós para sua expedição, embora nunca os modificou) de 88 kg para 22 kg, sem reduzir sua resistência notavelmente. Na jornada real de trenó da Baía das Baleias até o pólo e retorno, Bjaaland foi freqüentemente usada como um precursor para que os cães tivessem algo para perseguir. Ele era conhecido por ser capaz de esquiar de tal forma que os traços que fazia formavam linhas retas quase perfeitas no terreno. Depois de retornar da conquista bem-sucedida do pólo, Amundsen pediu a Bjaaland que fosse para o norte com ele para explorar a Passagem Nordeste, mas ele recusou a oferta.
 

Anos depois, Bjaaland voltou para a Telemark e montou uma bem-sucedida oficina de fabricação de esqui com dinheiro emprestado de Amundsen. Em 1961, Bjaaland morreu pacificamente aos 88 anos; dos cinco que alcançaram o Pólo Sul, ele viveu mais tempo e foi o único a testemunhar os avanços feitos pelo Ano Internacional da Geofísica na Antártica, incluindo a construção da base permanente no Pólo Sul chamada Amundsen – Scott em homenagem ao líder de sua expedição.